# Heiligen-Geist-Hospital (Lübeck)

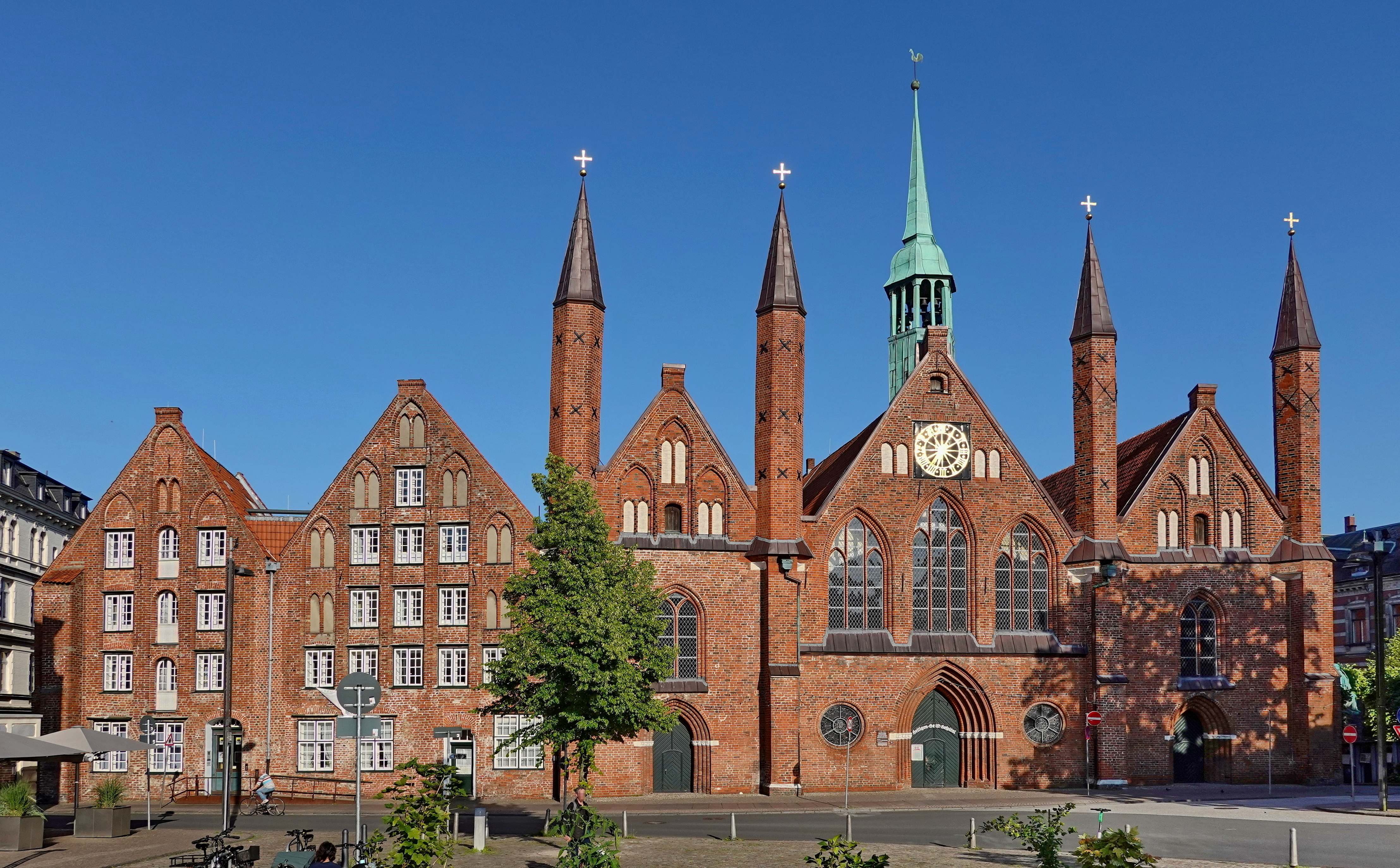
Heiligen-Geist-Hospital in Lübeck (2024)

Das im Jahr 1286 vollendete Heiligen-Geist-Hospital am Koberg in Lübeck ist eine der ältesten bestehenden Sozialeinrichtungen der Welt und eines der bedeutendsten Bauwerke der Stadt. Es steht in der Tradition der Heilig-Geist-Spitäler nach dem Vorbild von Santo Spirito in Sassia in Rom. Betreut wurden die Spitäler von den Brüdern vom Orden des Heiligen Geistes.

## Geschichte

### Stiftung
Das Heiligen-Geist-Hospital wurde 1227 als Stiftung gegründet und stellt die bedeutendste nordeuropäische Stiftung mittelalterlicher Wohlfahrtspflege dar. Nachdem der Kaufmann Bertram Morneweg aus Riga, wo er Handel getrieben haben soll, nach Lübeck zurückgekehrt war, war er neben anderen reichen Kaufleuten einer der Mitbegründer und erster Vorsteher des Heiligen-Geist-Hospitals, das im Stil der Backsteingotik errichtet wurde. Ein Hauptmotiv der gotischen Teile des Rathauses ist die Gliederung durch schlanke Türmchen und kehrt beim Heiligen-Geist-Hospital wieder. Sie lassen sich weder besteigen, noch sich sonst praktisch nutzen und sind aus künstlerischen Gründen dort. Zusammen mit dem Zickzack der Dachgiebel dienen sie als gotisches Stilsymbol. Der „störende“ Dachreiter auf dem Mittelgiebel ist eine Zufügung späterer Zeit. Dem Hospital gehörten in und um Lübeck herum viele Ländereien, deren Einkünfte ausreichten, um die Armen und Kranken zu versorgen und andere Einrichtungen zu unterstützen. Dazu gehörten bis nach dem Reichsdeputationshauptschluss von 1803 auch die Hospitaldörfer in Mecklenburg wie Warnkenhagen (Ortsteil von Kalkhorst); Alt Bukow und Krumbrook bei Hohen Schönberg (Ortsteil von Kalkhorst) sowie ein Teil der Insel Poel: Brandenhusen, Neuhof, Seedorf, Wangern, Weitendorf. In Holstein gehörten dem Hospital unter anderem die Dörfer Böbs und Schwochel.
Im Jahr 1935 kam es im Vorfeld der erwarteten territorialen Neugliederung (Groß-Hamburg-Gesetz) und der damit verbundenen Gefährdung der Lübecker Exklaven zu einem Gütertausch: Die Stadt erhielt die bisher dem Hospital gehörenden, innerhalb der Stadtgrenzen liegenden Güter Mönkhof und Falkenhusen, und die Stiftung Heiligen-Geist-Hospital erhielt im Gegenzug die Güter Behlendorf (259 ha), Albsfelde (123 ha) und den Behlendorfer See (70 ha). Auch der Krumbecker Hof (180 ha), heute Ortsteil von Stockelsdorf, gehört der Stiftung. Im Jahr 1986 beschloss die Lübecker Bürgerschaft, dass die Güter der Stiftung nur noch nach den Grundsätzen des Ökologischen Landbaus bewirtschaftet werden sollen.

### Hospital
Die Bewohner des Hospitals waren einer klosterähnlichen Regel unterworfen, doch erhielten sie Nahrungsmittel und seit dem 17. Jahrhundert acht Mal im Jahr ein warmes Bad.

### Altenheim

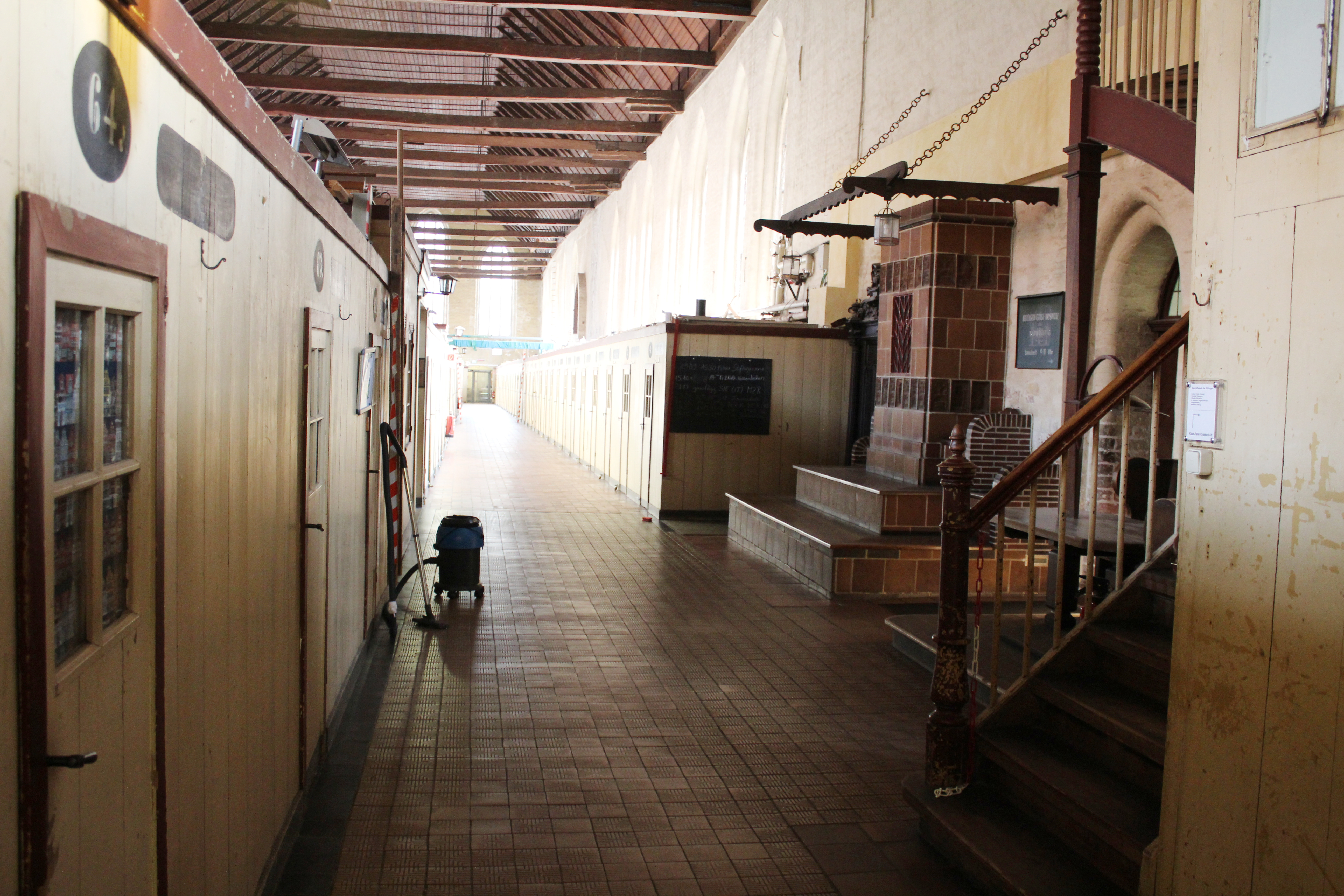
Gang im Hospital, links wie rechts die Kabäuschen

Während der Reformationszeit wurde das Hospital in ein „weltliches“ Altenheim umgewandelt, das bis heute erhalten blieb. Ursprünglich standen die Betten der Hospitalbewohner in der Halle. Im 18. Jahrhundert dienten der erste und zweite Stock als Hospital. 1820 wurden vier Quadratmeter große, hölzerne Kammern gebaut, getrennt nach Geschlechtern. Die Abteilungen sind nach oben offen. Es gibt zwei Längsgänge zwischen den Reihen der aneinander gebauten Kammern.
Es gab zusätzlich eine kleine Bücherei und Apotheke. An den Türen der Kammern kann man noch heute Namen und Nummern der damaligen Bewohner sehen. Bis 1970 waren die Kammern bewohnt.

## Gegenwart

### Stiftung
Das Heiligen-Geist-Hospital ist eine Stiftung des öffentlichen Rechts und wird treuhänderisch von der Hansestadt Lübeck verwaltet. Die Stiftung erwarb 2007 Teile der früheren Gertrudenherberge zurück, um diese als Denkmal zu sichern.

### Altenpflege
Auch heute noch ist das Heiligen-Geist-Hospital in Teilen ein Alten- und Pflegeheim, an der Südseite werden historische Räume auch als Gastronomie genutzt. Dort führt auch der Weg in die Bürgergärten hinter der Königstraße bis zur Gartenseite des Museums Behnhaus. Dem Altenheim drohte im Jahr 2023 die endgültige Schließung, die aber abgewendet werden konnte.

### Tourismus
Das Heiligen-Geist-Hospital kann ganzjährig besichtigt werden.

### Weihnachtsmarkt
An elf Tagen in der Adventszeit, Ende November/Anfang Dezember, veranstaltet die Lübecker Gruppe des Verbands Frau und Kultur seit 1958 jährlich einen Weihnachtsmarkt, vor allem mit Kunsthandwerk. Die 150 Kunsthandwerker kommen aus Deutschland, Skandinavien, den baltischen Ländern, Israel und Peru. Die Verkaufsstände befinden sich in der Vorhalle der ehemaligen Kirche, in den Kabäuschen der Kirche und im Gewölbe unter der Kirche. In der Vorhalle werden Choräle der Weihnachtszeit auf Trompeten gespielt. Nach einer Woche machen rund 30 der Aussteller neuen Kunsthandwerkern Platz. Der Markt hat eine überregionale Ausstrahlung und erreicht eine Zahl von über 50.000 Besuchern. Den 50. Weihnachtsmarkt musste der Verband Frau und Kultur 2017 wegen maroder Dachbalken des Langhauses absagen. Der Weihnachtsmarkt 2020 musste wegen der Corona-Pandemie ebenfalls abgesagt werden.

## Dreischiffige Hallenkirche

### Ausstattung
- Der Altar Gottvater mit dem toten Sohn (1513–1520) wird Benedikt Dreyer zugeschrieben.
- An der Brüstung des Lettners befindet sich auf 23 Tafeln eine der umfangreichsten Darstellungen der Elisabeth-Legende. Die Darstellung des unbekannten westfälischen Künstlers aus der ersten Hälfte des 15. Jahrhunderts orientiert sich an der Überlieferung des Dominikaners Dietrich von Apolda. Daher fehlt die später hinzugekommene Legende des Rosenwunders in diesem Zyklus.
- Marienaltar an der Nordseite des Kirchenraumes unterhalb des westlichen Schildbogenfeldes. Der geschnitzte Flügelaltar stammt aus dem Ende des 15. Jahrhunderts. Im Mittelteil ist Maria als Schutzmantelmadonna zu sehen, die von einem Strahlenkranz umgeben ist. Im linken Seitenflügel wird die Wurzel Jesse dargestellt, im rechten Flügel die Ausgießung des Heiligen Geistes.[12]
- Allerheiligenaltar an der Nordseite des Kirchenraumes unterhalb des östlichen Schildbogenfeldes. Dieter Altar ist ebenfalls ein geschnitzter Flügelaltar aus dem Ende des 15. Jahrhunderts. Im Mittelschrein sind szenische Darstellungen zu sehen. Auf den Seitenflügeln sind je vier Heiligenfiguren dargestellt.[13]
- Eine von Dietrich Strahlborn 1745 gegossene Glocke befindet sich in der Glockensammlung der Katharinenkirche.[14]

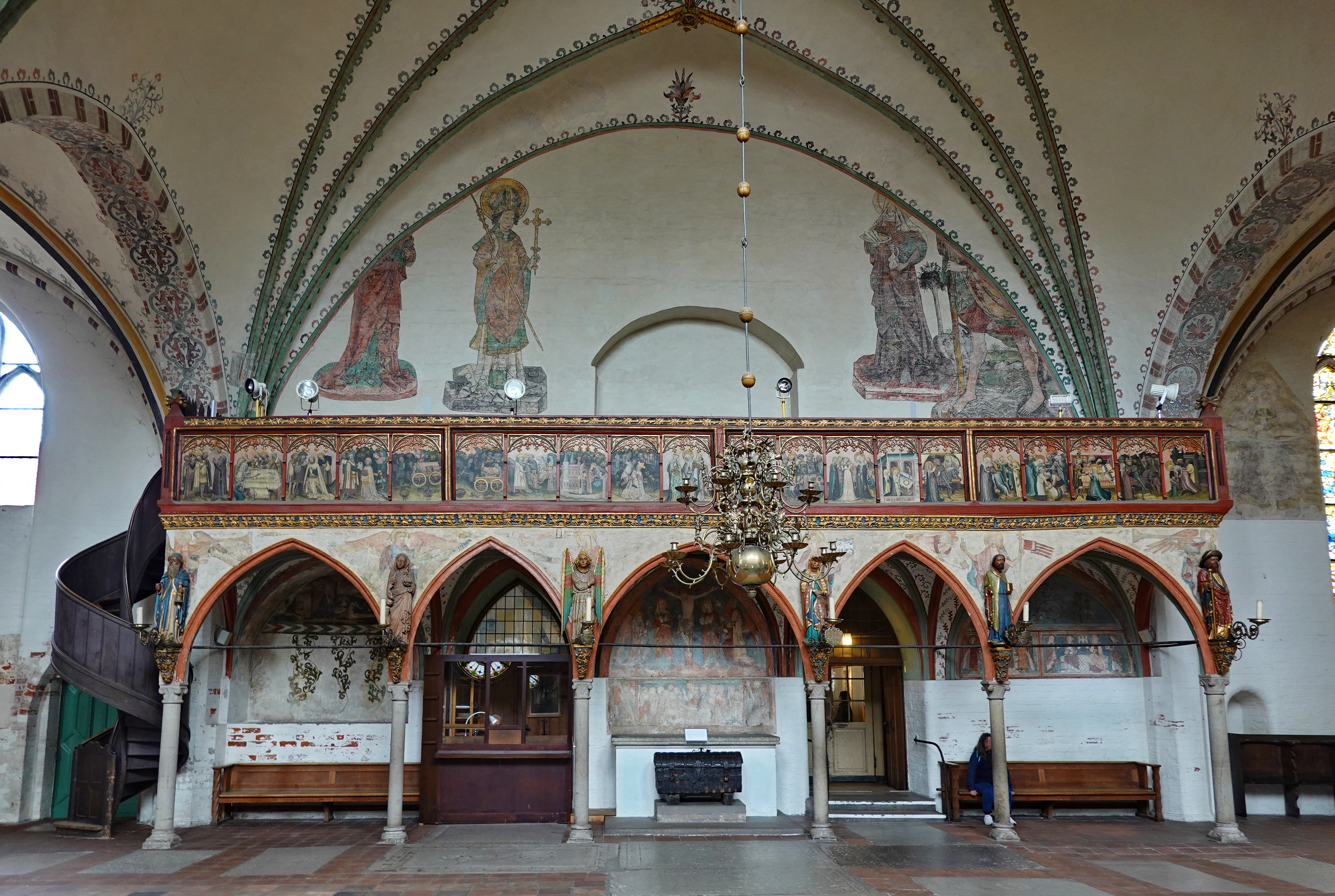
Querhalle mit Lettner
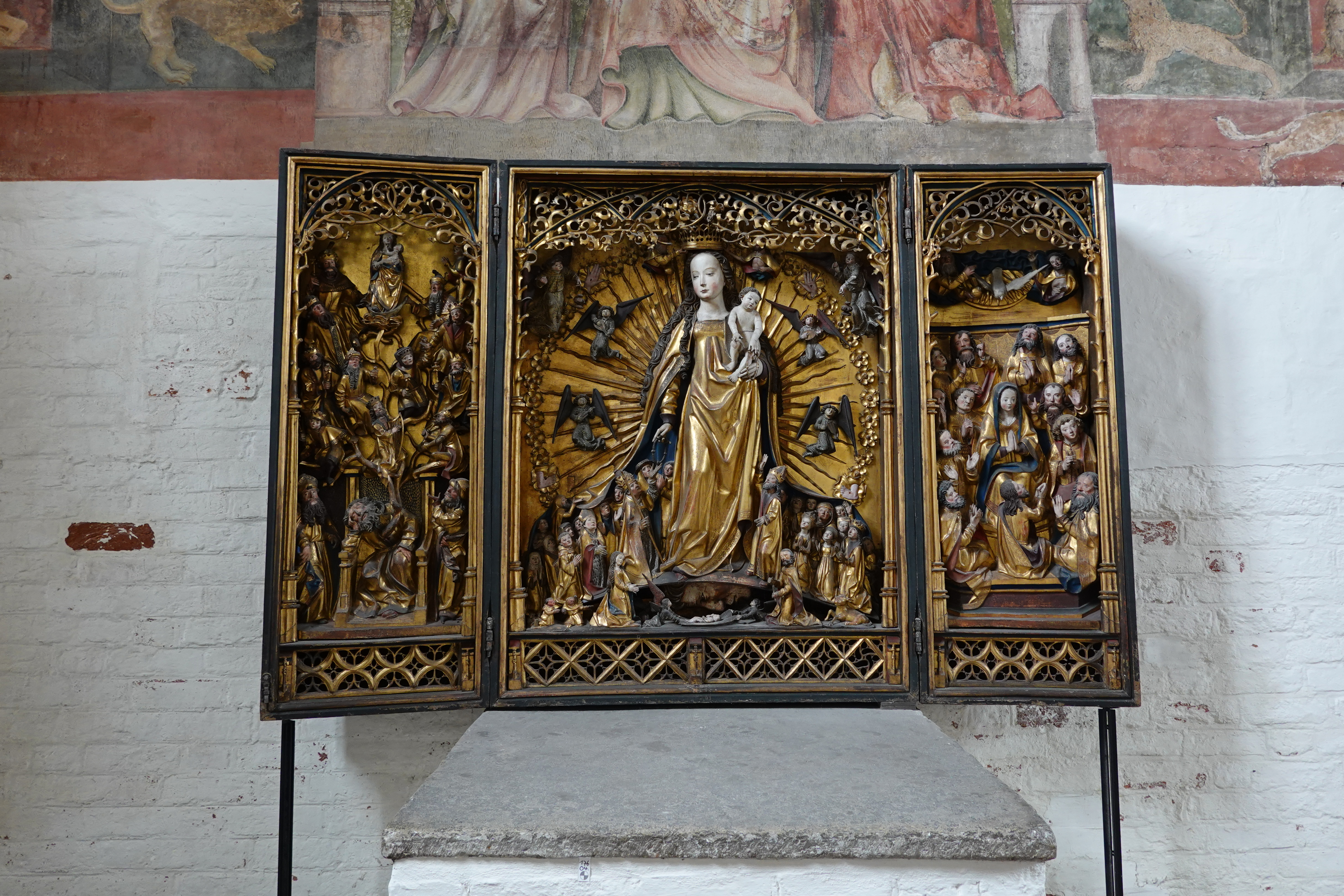
Marienaltar
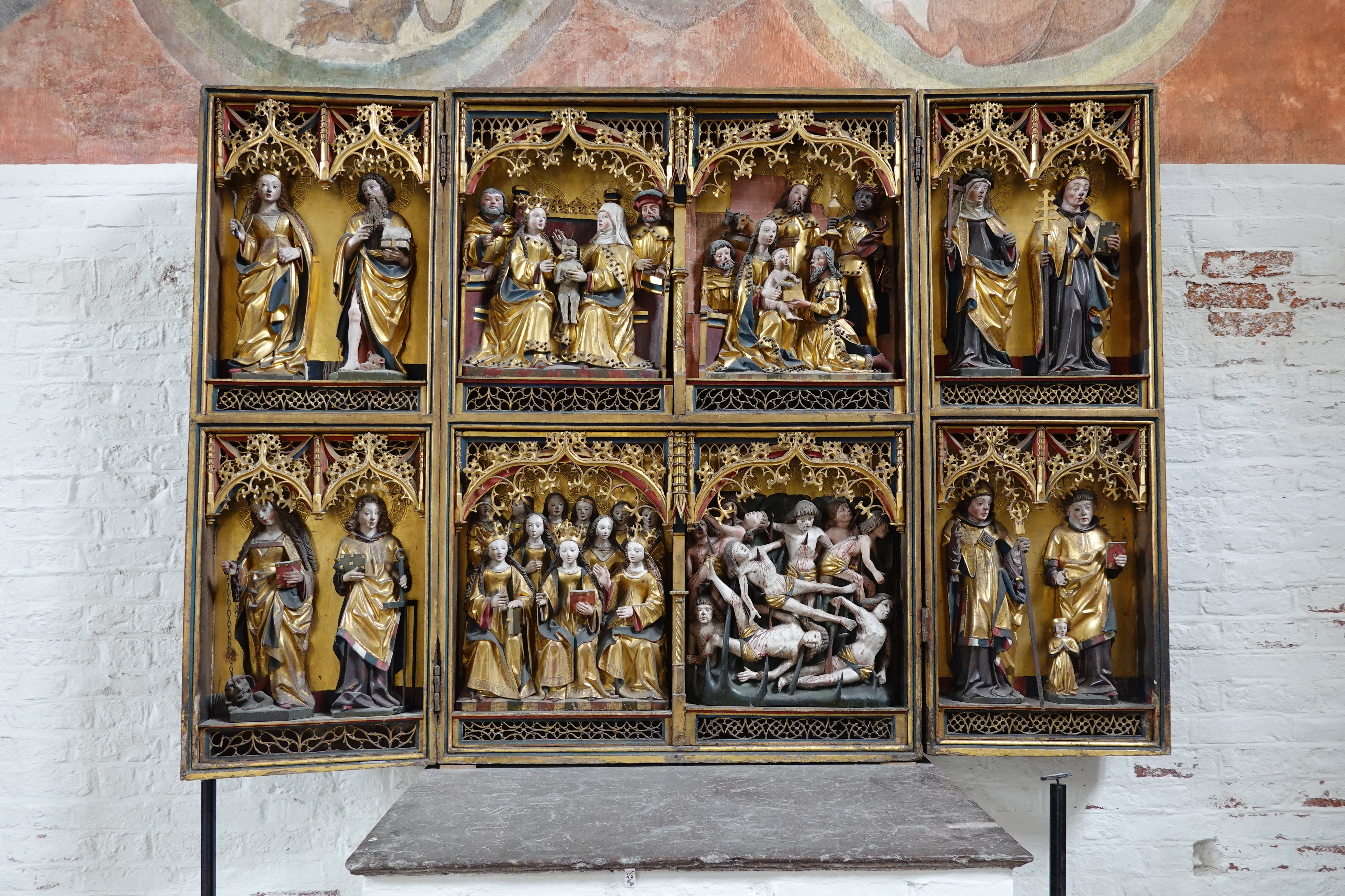
Allerheiligenaltar

### Wandmalereien
Raumbestimmend in der Kirchenhalle sind die beiden großformatigen mittelalterlichen Wandgemälde an der Nordseite, die auf ca. 1320–1325 datiert werden. Das westliche Bogenfeld zeigt eine komplexe typologische Szene: den salomonischen Thron. Über dem von zwölf Löwen umgebenen Thron, auf dem König Salomo mit seiner Frau und seiner Mutter sitzt, erhebt sich ein weiterer Thron mit Christus und seiner Mutter Maria, umgeben von Engeln. Christus lässt seine gekrönte Mutter als Königin des Himmels bzw. der Engel an seiner Herrschaft teilhaben und übergibt ihr ein Lilienzepter.
Die Malerei im östlichen Wandfeld zeigt eine Maiestas Domini, den erhöhten Christus umgeben von den Symbolen der vier Evangelisten und kreisförmigen Bildern der Gründer des Hospitals.

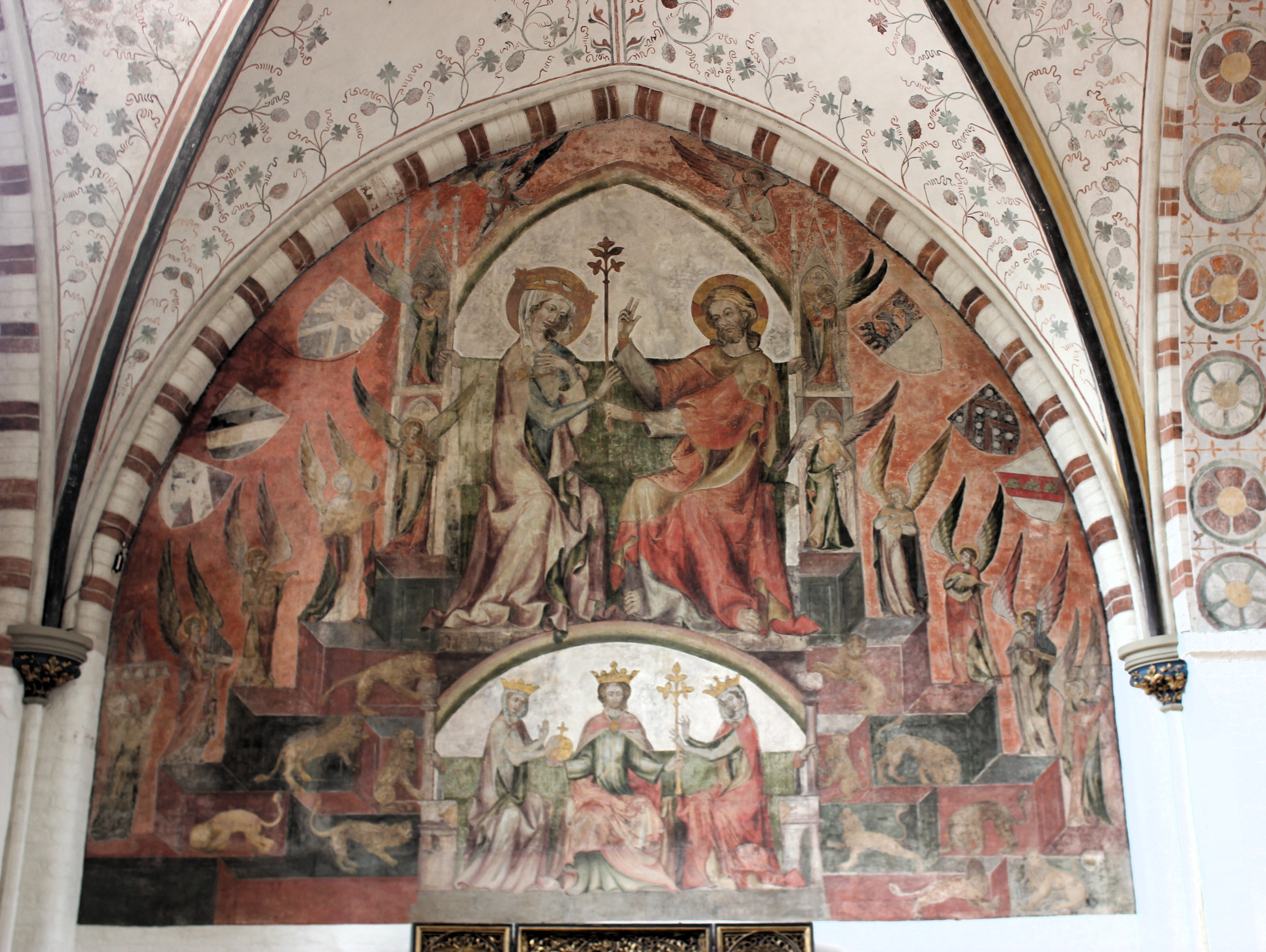
Salomonischer Thron
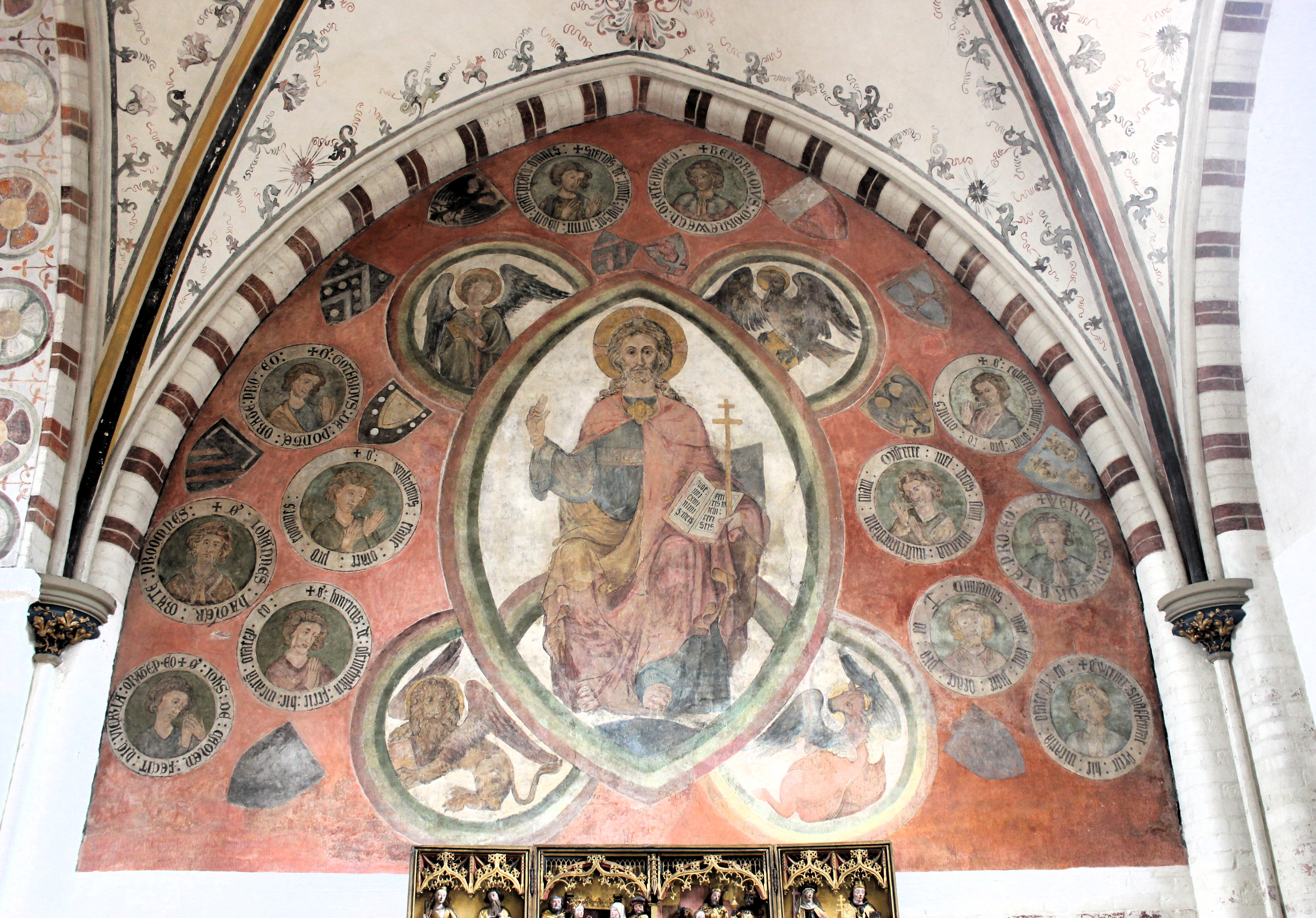
Majestas Domini und Stifter-Medaillons
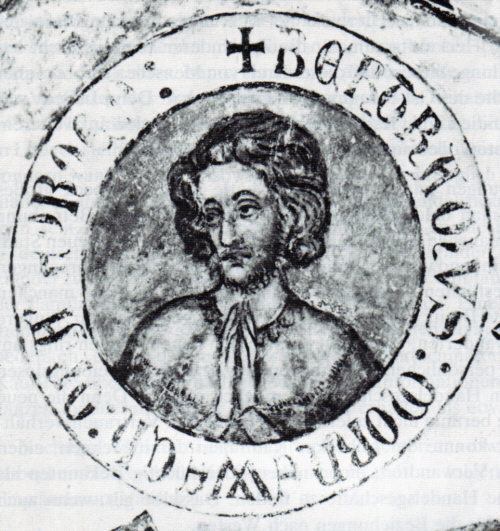
Stifter-Medaillon Bertram Morneweg
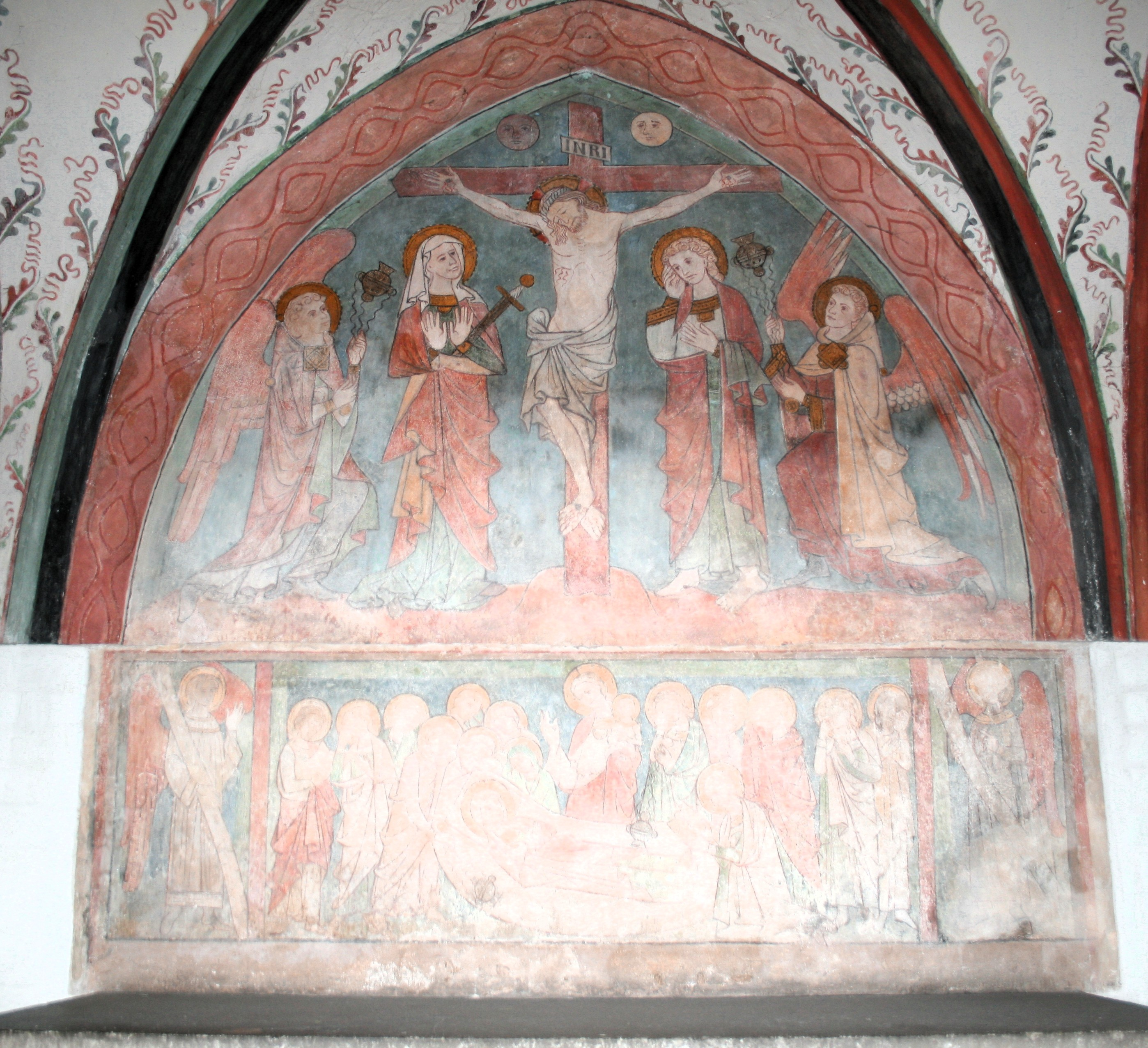
Kreuzigungsszene unter dem Lettner

### Restaurierung
Nach jahrhundertelanger Übermalung wurden die Wandmalereien 1866 wiederentdeckt und durch den Maler Christian Stolle nach damaligen Wissensstand mit Ölfarben restauriert, was zu weiteren Schädigungen führte. Aufgrund einer falschen Interpretation der sich noch unter der Malerei befindlichen Rötelung der Wand entfernte Stolle beim salomonischen Thron den ursprünglich blauen Hintergrund und übermalte ihn rot. Weitere Restaurierungen wurden 1939/40 und 1979–1984 durchgeführt. Da der Zerfall der Wandmalerei jedoch fortschritt, erfolgte von 1990 bis 1995 eine eingehende Untersuchung im Rahmen eines Forschungsprojektes des Bundesministeriums für Forschung und Technologie (BMFT). Bis zum Jahr 1999 wurden beide Malereien nach den dabei gewonnenen Erkenntnissen konserviert.

### Grabplatten
Für das Heiligen-Geist-Hospital sind zwölf mittelalterliche Grabplatten überliefert, von denen noch acht erhalten sind. Die restlichen sind definitiv abgängig.